# 김성한 (1992년 9월)
김성한(1992년 9월 16일 ~ )은 대한민국의 스타크래프트 II 프로게이머이다. 종족은 저그이며, 아이디는 Sleep이다.
IM과 SlayerS, CheckSix팀에서 활동하였으며 2012년 12월 AZUBU에 입단했다.
2014년 1월 KT 롤스터로 이적했다.
2015년 8월 19일 KT 롤스터 팀을 탈퇴하였다.
2016년 4월 Team LeiFeng에 입단했다.

## 주요 기록
- 2010 Sony Ericsson GSL 오픈 시즌 3 64강
- 2011 IPL 3 16강
- 2012 HOT6 GSL Season 4 코드 A 48강
- 2012 IPL Ye Olde Map Tournament 3위
- 2012 IPL 5 8강
- 2013 WCS 코리아 시즌 2 챌린저리그 12강
- 2013 WCS 코리아 시즌 3 조군샵 글로벌 스타크래프트 II 리그 16강
- 2013 WCS 코리아 시즌 3 챌린저리그 24강
- 2014 WCS 코리아 시즌 1 핫식스 글로벌 스타크래프트 II 리그 코드 A 48강
- 2014 WCS 코리아 시즌 3 핫식스 글로벌 스타크래프트 II 리그 코드 A 48강
- 2015 핫식스 글로벌 스타크래프트 II 리그 시즌 3 코드 S 32강